# Baztán

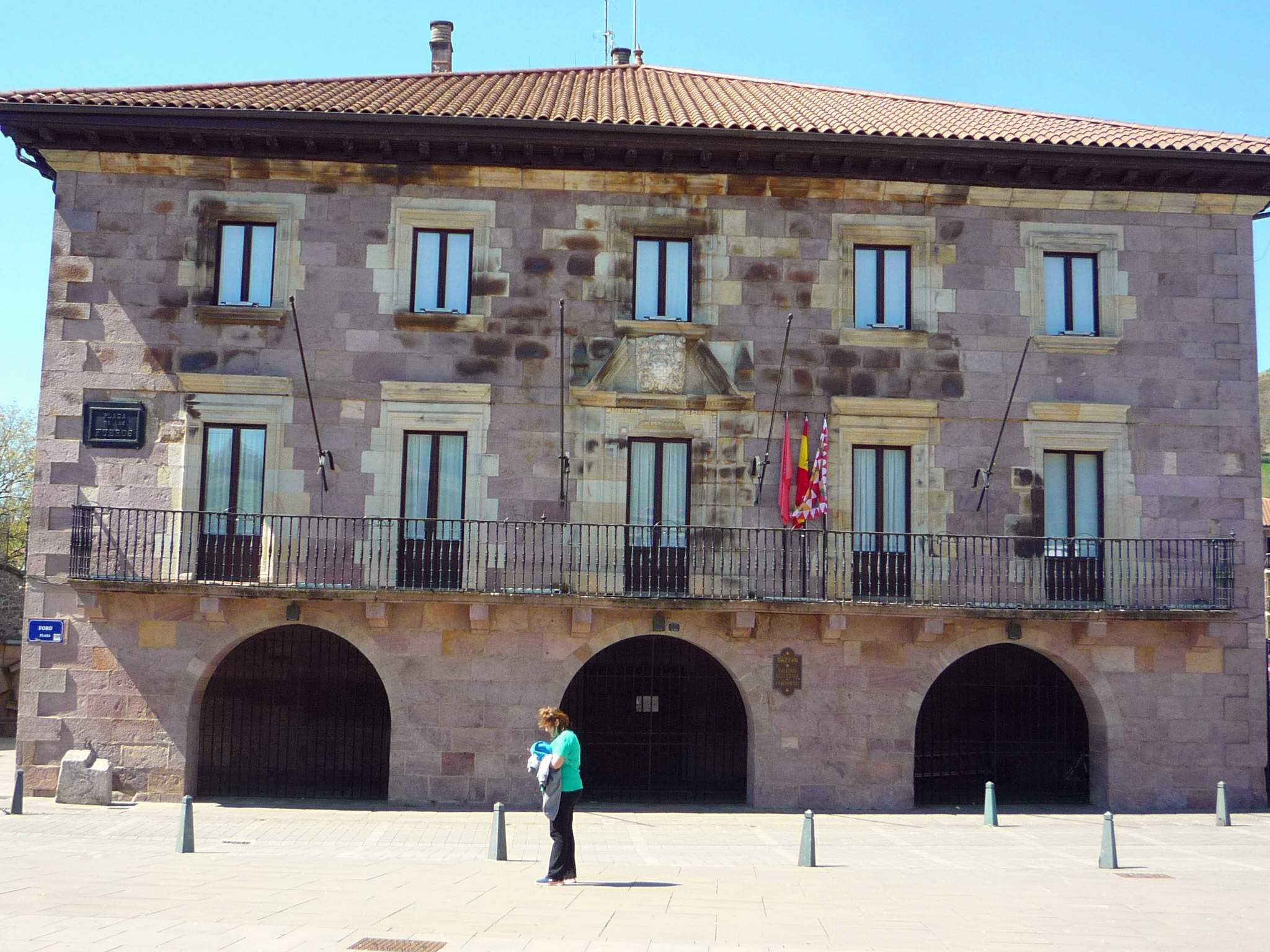
Ayuntamiento de Baztán, en Elizondo

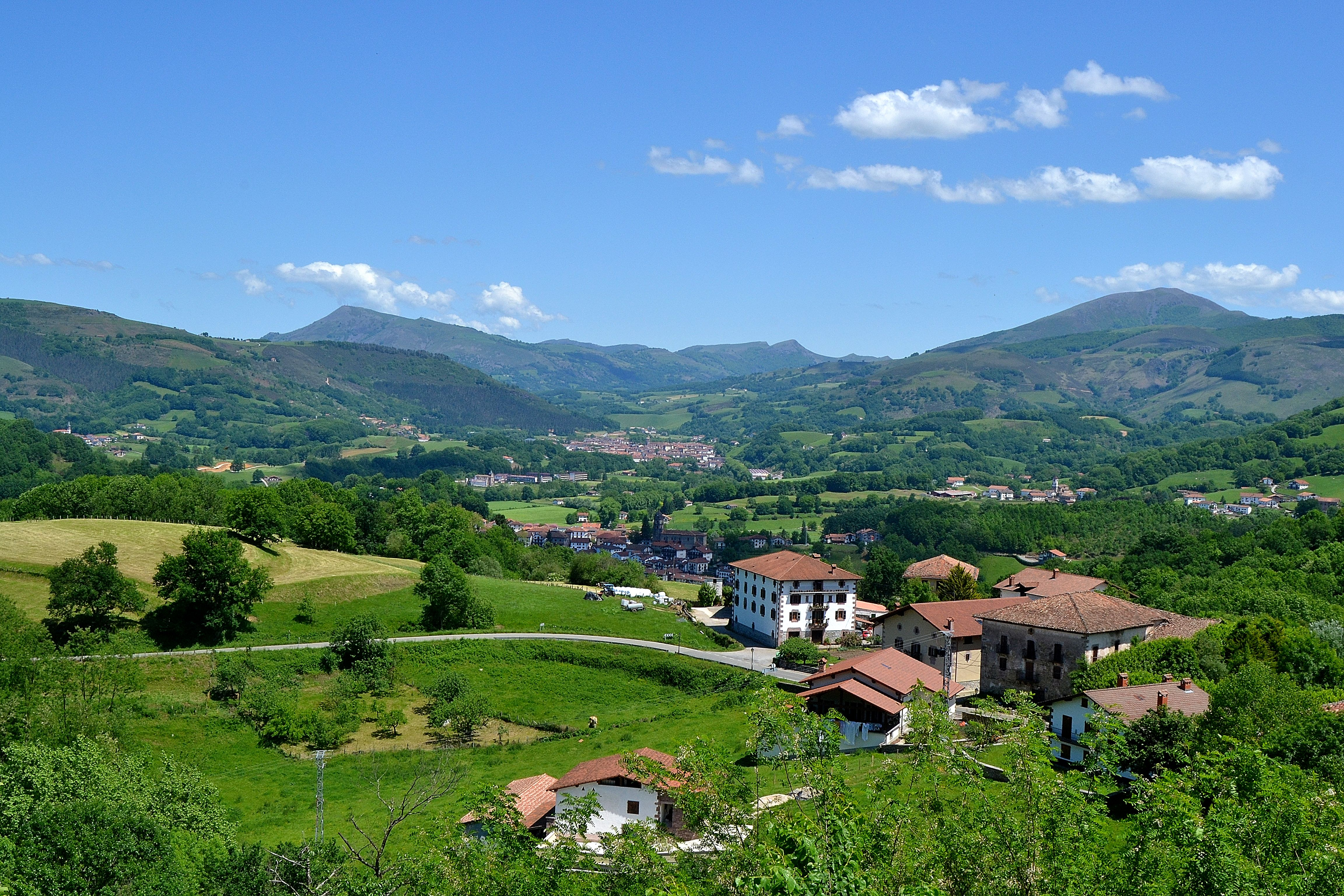
Vista del valle desde la localidad de Ciga. Se pueden ver las localidades de Irurita, Lecároz, Elizondo y Garzáin

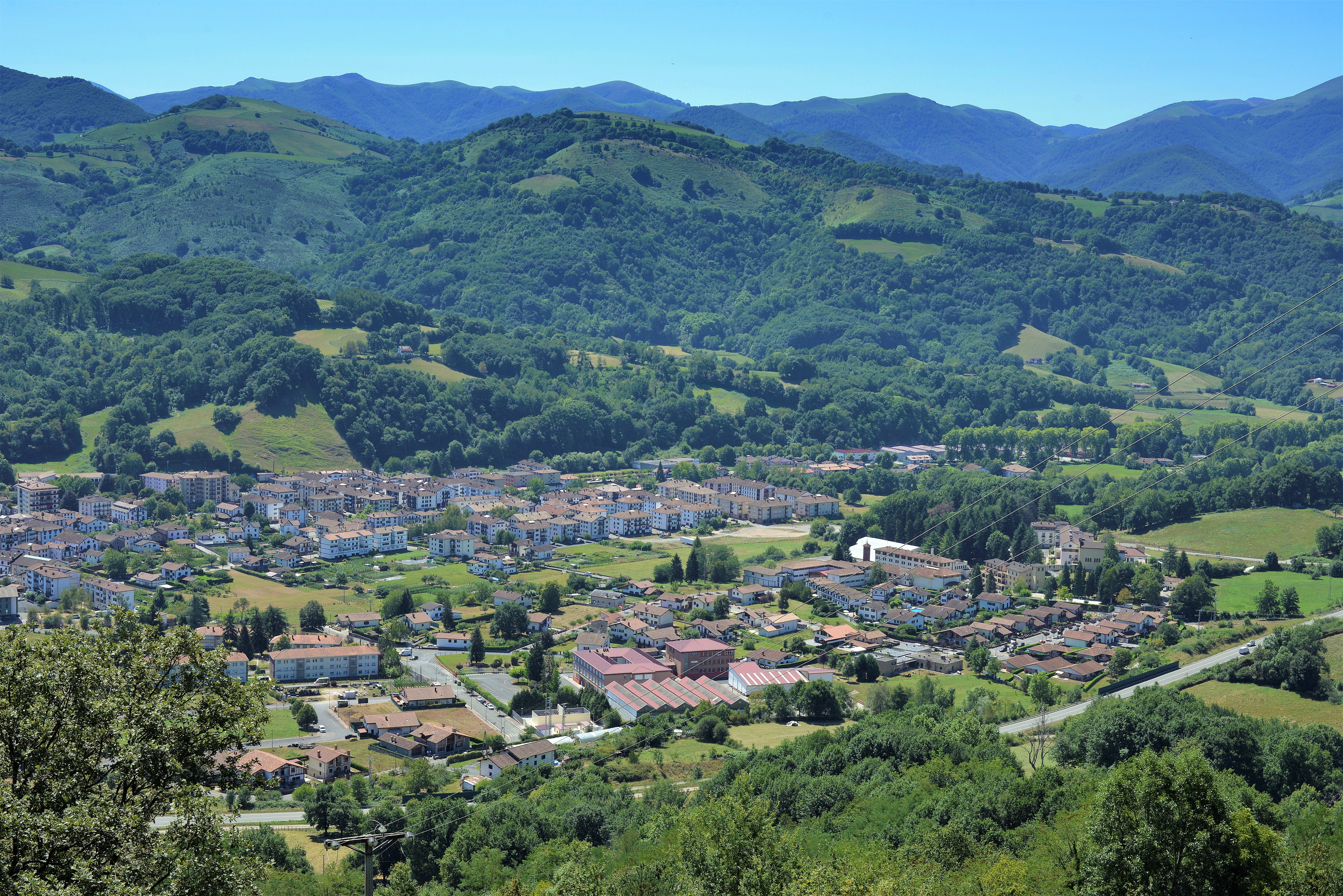
Vista general de Elizondo

Baztán —más comúnmente Valle de Baztán— (oficialmente en euskera: Baztan) es un valle, universidad y municipio español de la Comunidad Foral de Navarra, situado en la merindad de Pamplona, en la comarca de Baztán y a 58 km de la capital de la comunidad, Pamplona. Su población es de 7863 habitantes (INE 2024).
El Baztán, con una superficie de 373,55 km², es el municipio más extenso de Navarra. Está formado por la cuenca alta del río Bidasoa, que recibe en esta zona el nombre de río Baztán.
El municipio está compuesto por 15 lugares (Almándoz, Ániz, Arizcun, Arráyoz, Azpilcueta, Berroeta, Ciga, Elizondo, Elvetea, Errazu, Garzáin, Irurita, Lecároz, Maya y Oronoz-Mugaire), numerosos barrios y caseríos dispersos. No está dividido, como la mayor parte de los municipios compuestos navarros, en concejos, aunque en cada lugar figura al frente un jurado o alcalde pedáneo. Además del ayuntamiento, el valle también cuenta con la Junta General del Valle, una agrupación de carácter tradicional, responsable de la administración y usos de los comunales.

## Topónimo
El nombre del valle es de origen y significado enigmáticos. Existe una etimología popular muy extendida que hace derivar el nombre de bat han, que significa en euskera 'allí todos uno', justificándose esta denominación por la solidaridad e igualdad existente desde antiguo entre los baztaneses.
Sin embargo, el topónimo parece proceder del vasco baste, 'aulaga espinosa', seguido del sufijo que indica lugar -anu, -ana. En el País Vasco francés existen otros topónimos similares con el mismo origen, como Bastanès.
El gentilicio de los habitantes del valle es baztanés y baztanesa.

## Símbolos

### Bandera
La bandera del valle de Baztán está compuesta por: 

Una gran Cruz de San Andrés roja (...) rodeada de triángulos de colores rojo, amarillo, verde y blanco o beige".

El Departamento de Conservación y Restauración de Textiles del Instituto del Patrimonio Cultural de España (IPCE), que se hizo cargo de la restauración de la bandera de Baztán en 2007, databa su tipología asemejándola a ciertas banderas de Tercio o Compañía de la segunda mitad del siglo XVII, aunque tradicionalmente se atribuye a que fue ganada por los baztaneses en la batalla de las Navas de Tolosa que tuvo lugar en 1212.

### Escudo
El escudo de armas del valle de Baztán tiene el siguiente blasón:

Un juego de ajedrez escaquado de blanco y negro.

Según un párrafo que aparece en la obra Executoria de la nobleza, antigüedad y blasones de valle de Baztán publicada en 1665 por Juan de Goyeneche, estas armas comunes del valle fueron otorgadas por el rey Sancho Abarca en testimonio de que su valor tenía por juego la guerra y que su lealtad exponía las vidas al tablero en defensa de su rey. Otra versión apunta a que las armas se las concedió Sancho VII el Fuerte tras el heroico comportamiento de los baztaneses en la batalla de las Navas de Tolosa.
Dada la hidalguía de los naturales del valle, todos los vecinos pueden usar este blasón razón por la cual se encuentra grabado en la fachada de casi todas las casas y caseríos con variaciones en sus ornamentos que dependen de los gustos de las distintas épocas.

## Geografía
Baztán está situado al norte de la Comunidad Foral de Navarra dentro de la región geográfica de la Montaña de Navarra, en la comarca de Baztanaldea. Su término municipal tiene una superficie de 376,81 km² y su capital, Elizondo, está situada a 200 metros de altitud.
Limita al norte con Francia y los municipios de Urdax y Zugarramurdi, al este con Francia, al sur con los municipios de Ulzama, Lanz, Anué, Esteríbar y Erro; al oeste con los de Donamaría, Bértiz-Arana, Echalar y con Francia.
El término municipal está atravesado por las carreteras N-121-A (Pamplona-Irún), N-121-B, que se dirige hacia Francia, NA-138, que conecta Zubiri con Francia por el puerto de Urkiaga, además de por carreteras locales que permiten la comunicación entre las localidades y con los municipios vecinos de Esteríbar, Bertizarana, Ulzama, Urdax y Zugarramurdi.
| Noroeste: Francia            | Norte: Urdax, Zugarramurdi y Francia | Nordeste: Francia |
| Oeste: Echalar y Bertizarana |                                      | Este: Francia     |
| Suroeste: Donamaría y Ulzama | Sur: Lanz, Anué y Esteríbar          | Sureste: Erro     |

### Relieve e hidrografía

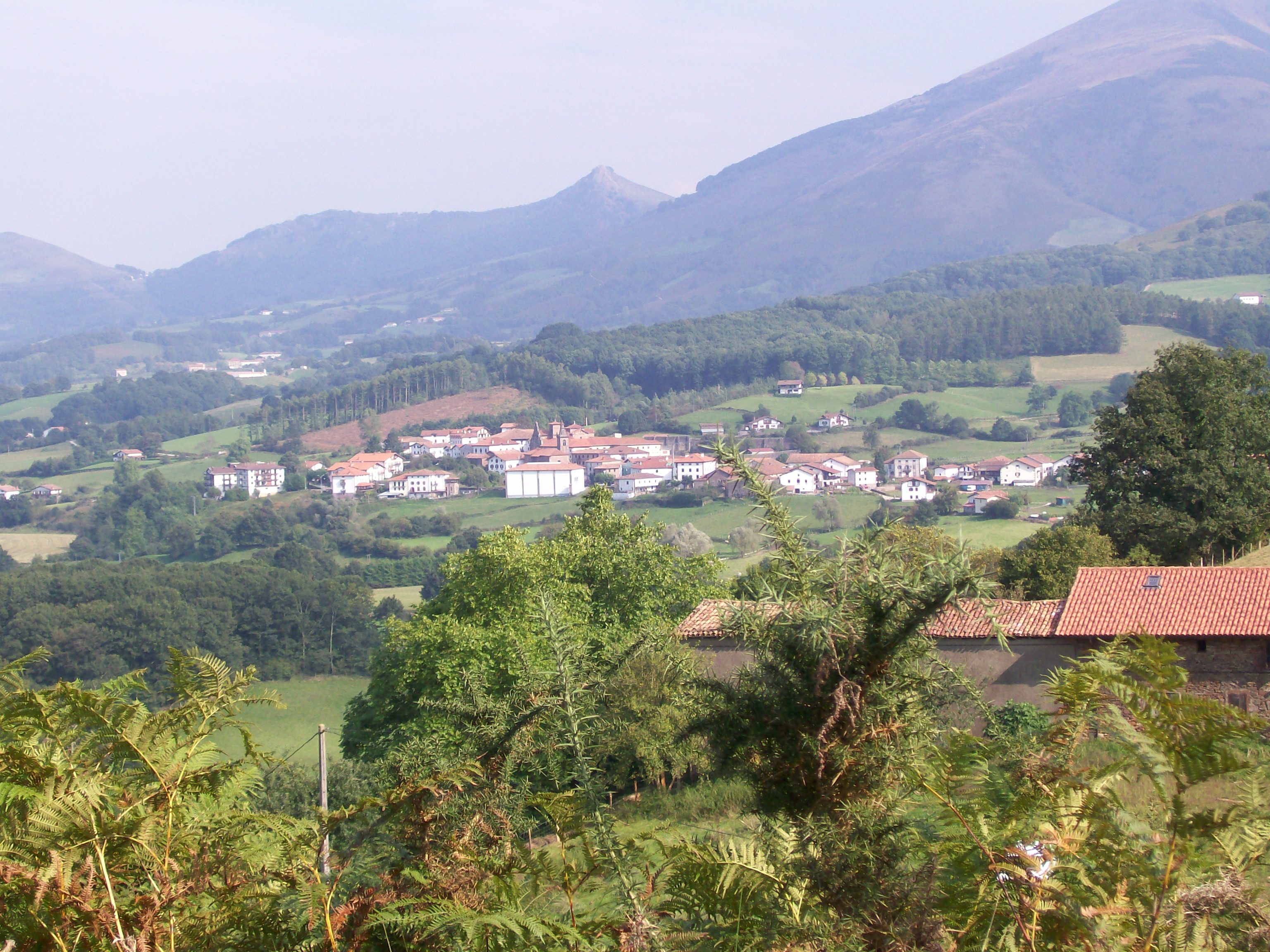
Vista general de Arizcun

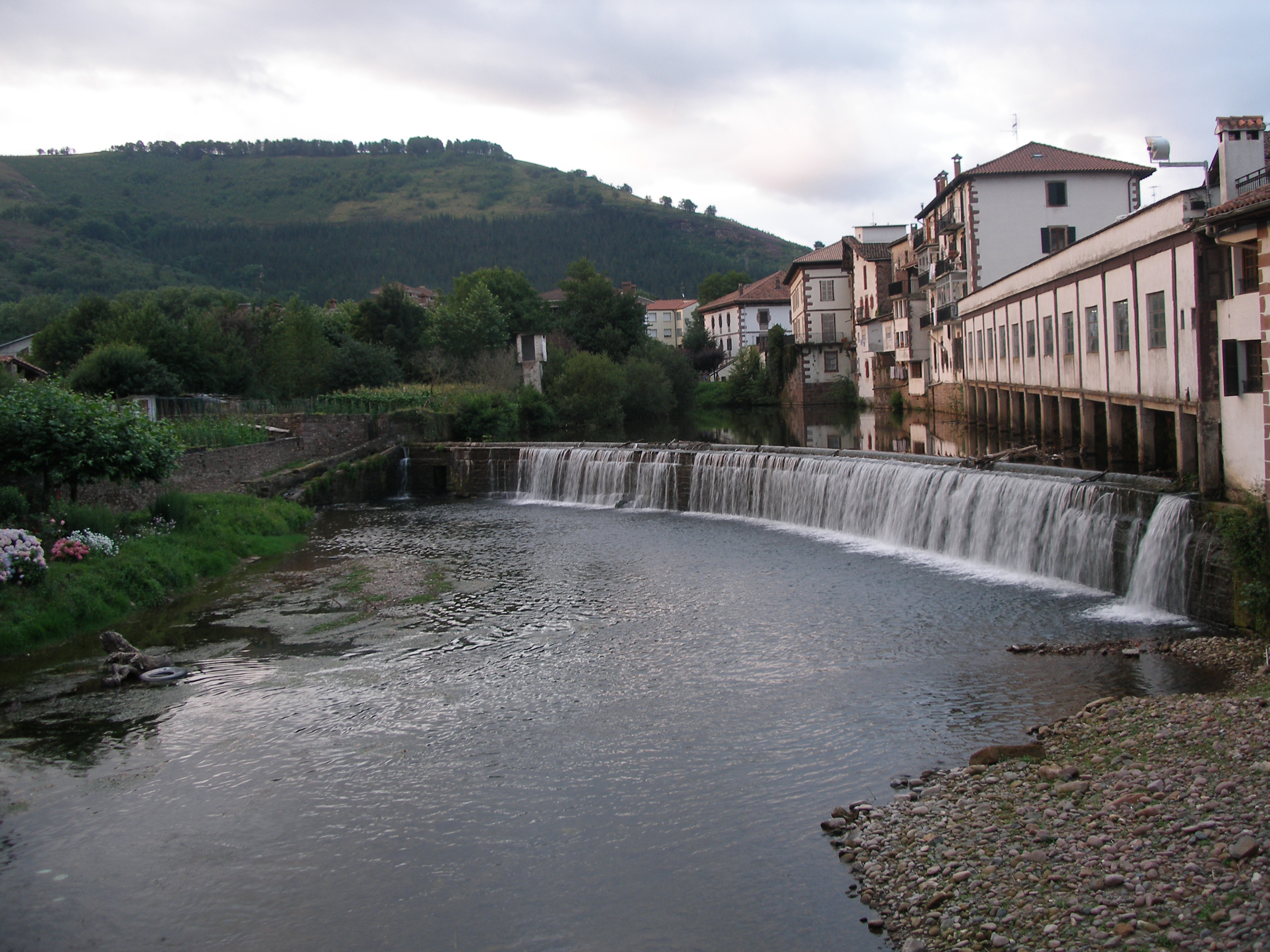
Río Baztán a su paso por Elizondo

#### Relieve
La parte principal del valle forma una depresión abierta desde el puerto de Belate (848 metros) al de Osondo (574 metros), con forma de cubeta cuyo fondo tiene una altitud de entre 150-200 metros, la cual se encuentra rodeada por un círculo de montañas de importante altitud: Legate (870 m s.n.m.) y Alkurrutz (933 m s.n.m.) por el Oeste, Gorramendi (1081 m s.n.m.) por el Noreste, Autza (1306 m s.n.m.) y Peña Alba (1075 m s.n.m.) por el Este y Sureste y Abartán (1099 m s.n.m.) y, más allá, Gartzaga (1296 m s.n.m.) y Sayoa (1418 m s.n.m.) por el Sur. La altitud oscila por tanto entre los 1418 metros (monte Sayoa) y los 150 metros a orillas del río Baztán.

#### Hidrografía
El río principal que discurre por el valle es el río Bidasoa denominado Baztanzubi desde su nacimiento y hasta que se junta con el río Aranea y río Baztán hasta su arribada en Mugaire. Nace en el término de Errazu, exactamente en Xorroxin, debajo del monte de Auza en Izpegi, en la unión de las regatas Izpegui e Iztauzanzubi. En su recorrido por el valle recibe multitud arroyos y regatas como Orabildea, Urrizate o Bearzu.

### Geología
La depresión del valle es de tipo estructural y erosiva. La erosión la ha ahondado aprovechando que su suelo está formado principalmente por arcillas y margas correspondientes al Triásico Superior y de ofitas, intensamente alteradas en el Periodo Terciario y transformadas en una masa de color amarillento o marrón rojizo.
Entre los montes que rodean la depresión están Sayoa y Autza que conservan huellas de una glaciación correspondiente al Periodo Cuaternario y al noroeste y suroeste de ésta se encuentran los macizos paleozoicos de Cinco Villas y Quinto Real principalmente esquistosos, de cumbres suaves y valles fluviales encajonados, que tienen en su periferia restos de la cobertura detrítica permo-triásica (areniscas y conglomerados de color rojizo) modelada por la erosión en crestas enérgicas. Una pequeña parte del valle situada al norte, pertenece al corredor de Vera-Ainhoa, excavado por el flysch margocalcáreo del Cretácico Superior.

### Clima

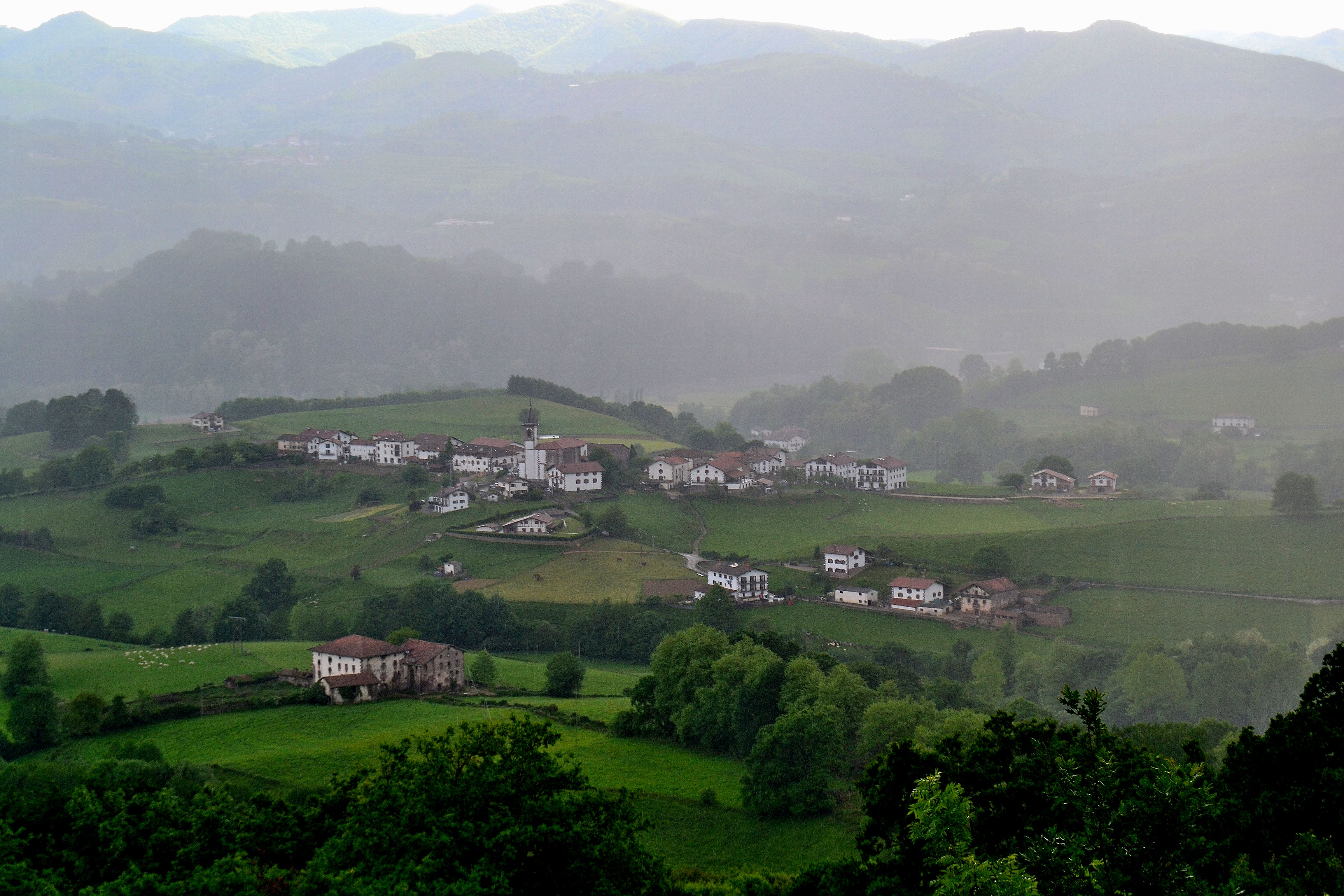
Vista general de Lecároz

El clima de la zona es de tipo templado-atlántico y se caracteriza por tener unas precipitaciones abundantes y regulares, por la debilidad de las amplitudes térmicas y la ausencia de aridez.
La temperatura media anual oscila entre los 10 °C y 15 °C, al año se registran entre 1400 y 2200 mm de precipitaciones, produciéndose entre 160 y 190 días lluviosos y la evapotranspiración potencial oscila entre 550 y 770 mm. Estos valores varían según la cota de altitud.
La estación metorológica manual de Arizcun situada a una altitud de 261 m s.n.m. ha registrado en el periodo 1976-2009 los siguientes valores.
| Valores climatológicos del observatorio de Arizcun 1976-2009 | Valores climatológicos del observatorio de Arizcun 1976-2009 | Valores climatológicos del observatorio de Arizcun 1976-2009 | Valores climatológicos del observatorio de Arizcun 1976-2009 | Valores climatológicos del observatorio de Arizcun 1976-2009 | Valores climatológicos del observatorio de Arizcun 1976-2009 | Valores climatológicos del observatorio de Arizcun 1976-2009 | Valores climatológicos del observatorio de Arizcun 1976-2009 | Valores climatológicos del observatorio de Arizcun 1976-2009 | Valores climatológicos del observatorio de Arizcun 1976-2009 | Valores climatológicos del observatorio de Arizcun 1976-2009 | Valores climatológicos del observatorio de Arizcun 1976-2009 | Valores climatológicos del observatorio de Arizcun 1976-2009 | Valores climatológicos del observatorio de Arizcun 1976-2009 |
| ------------------------------------------------------------ | ------------------------------------------------------------ | ------------------------------------------------------------ | ------------------------------------------------------------ | ------------------------------------------------------------ | ------------------------------------------------------------ | ------------------------------------------------------------ | ------------------------------------------------------------ | ------------------------------------------------------------ | ------------------------------------------------------------ | ------------------------------------------------------------ | ------------------------------------------------------------ | ------------------------------------------------------------ | ------------------------------------------------------------ |
|                                                              | Ene                                                          | Feb                                                          | Mar                                                          | Abr                                                          | May                                                          | Jun                                                          | Jul                                                          | Ago                                                          | Sep                                                          | Oct                                                          | Nov                                                          | Dic                                                          | Año                                                          |
| Temperatura media (°C)                                       | 6,4                                                          | 7,3                                                          | 9,4                                                          | 10,5                                                         | 14,2                                                         | 17,1                                                         | 19,5                                                         | 20,0                                                         | 17,6                                                         | 14,2                                                         | 9,6                                                          | 7.6                                                          | 12.8                                                         |
| Temperatura máxima media (°C)                                | 11,2                                                         | 12,4                                                         | 15,1                                                         | 16,0                                                         | 20,0                                                         | 22,8                                                         | 25,4                                                         | 26,0                                                         | 24,1                                                         | 19,9                                                         | 14,9                                                         | 12,5                                                         | 18,4                                                         |
| Temperatura mínima media (°C)                                | 1,7                                                          | 2,2                                                          | 3,8                                                          | 4,9                                                          | 8,4                                                          | 11,4                                                         | 13,6                                                         | 14,0                                                         | 11,0                                                         | 8,5                                                          | 4,4                                                          | 2,8                                                          | 7,2                                                          |
| Precipitación (mm)                                           | 223,5                                                        | 191,0                                                        | 187,7                                                        | 211,3                                                        | 171,7                                                        | 103,2                                                        | 102,1                                                        | 103,3                                                        | 128,2                                                        | 178,9                                                        | 216,4                                                        | 229,1                                                        | 2046,3                                                       |

### Flora y fauna

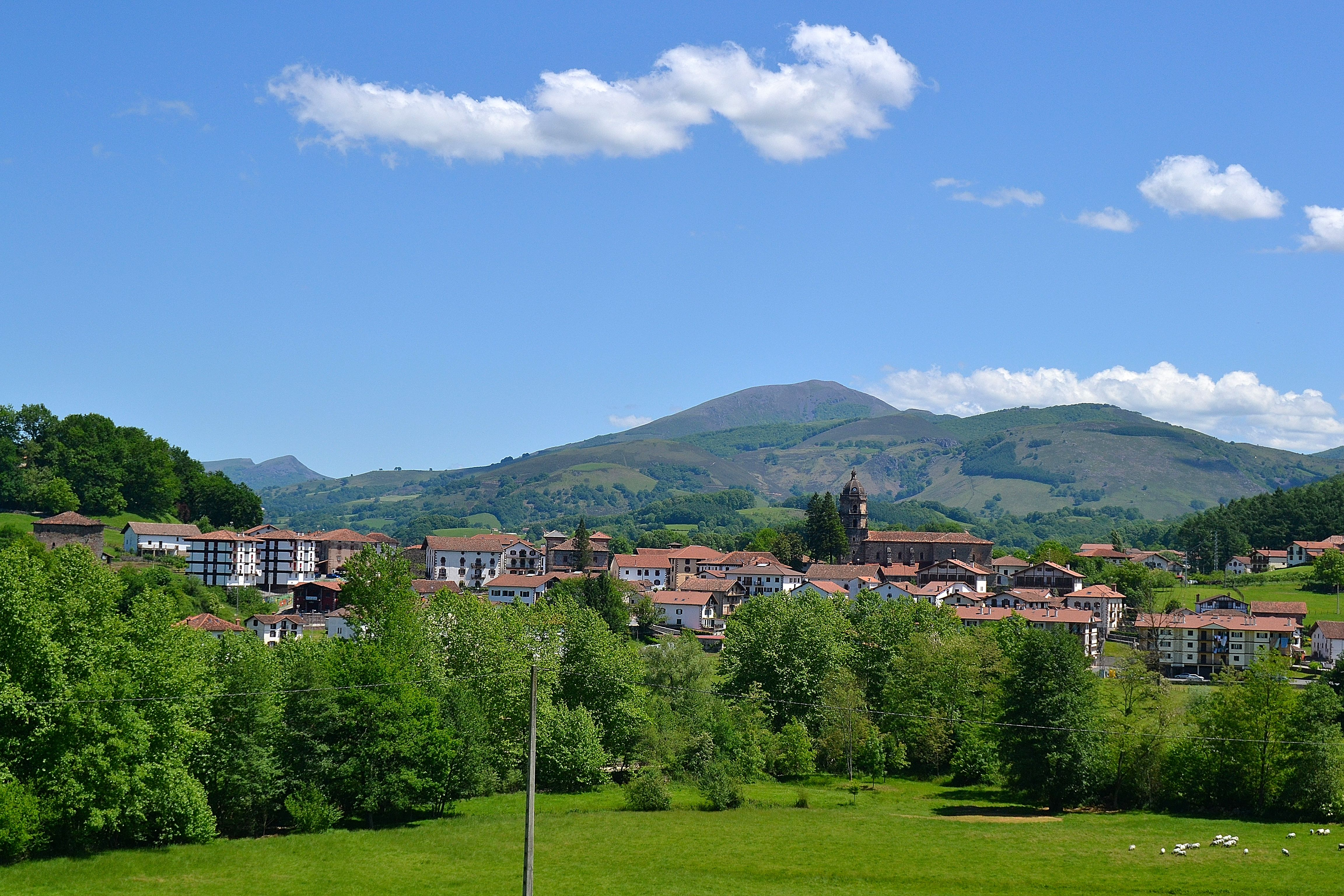
Vista general de Irurita

#### Flora
La vegetación natural pertenece a la provincia atlántica de la región euro-siberiana. Antes de la acción antrópica, que ha sido intensa sus montañas estarían principalmente cubiertas por hayas, sus partes bajas por robles y en las zonas intermedias por castaños principalmente junto con otras especies arbóreas caducifolias, como fresnos y avellanos.
La especie arbórea más abundante en la actualidad es el haya (Fagus sylvatica) la cual ocupa una extensión aproximada de 7500 ha y es seguida con gran diferencia por el roble (Quercus robur) y el castaño (Castanea). Unas 2100 ha de arbolado (3/4 del total) son de repoblación formada principalmente por pino insigne, roble americano (Quercus rubra) y alerce del Japón. En los alrededores de los ríos, se encuentran alisos (Alnus glutinosa), sauces, chopos y fresnos.

#### Fauna
Entre los mamíferos que habita el valle se pueden encontrar: zorros, jabalíes, ciervos, corzos, ardillas, y como curiosidad se puede destacar la presencia de coipus, un mamífero originario de Sudamérica, que se asentó hace unos pocos años en las orillas del río Baztán procedente de una granja francesa.

## Historia

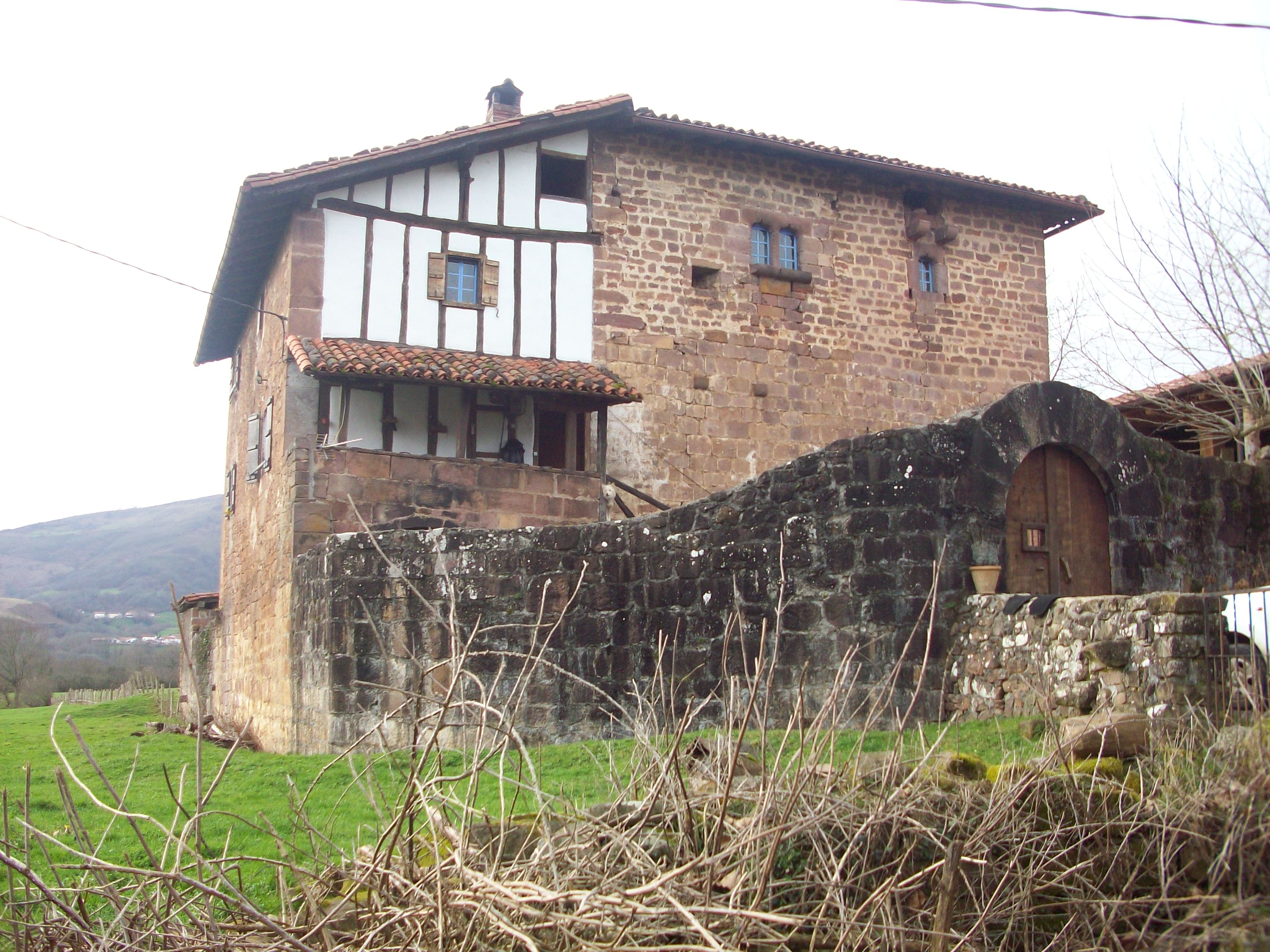
Palacio donde vivió Pedro de Ursúa en Arizcun

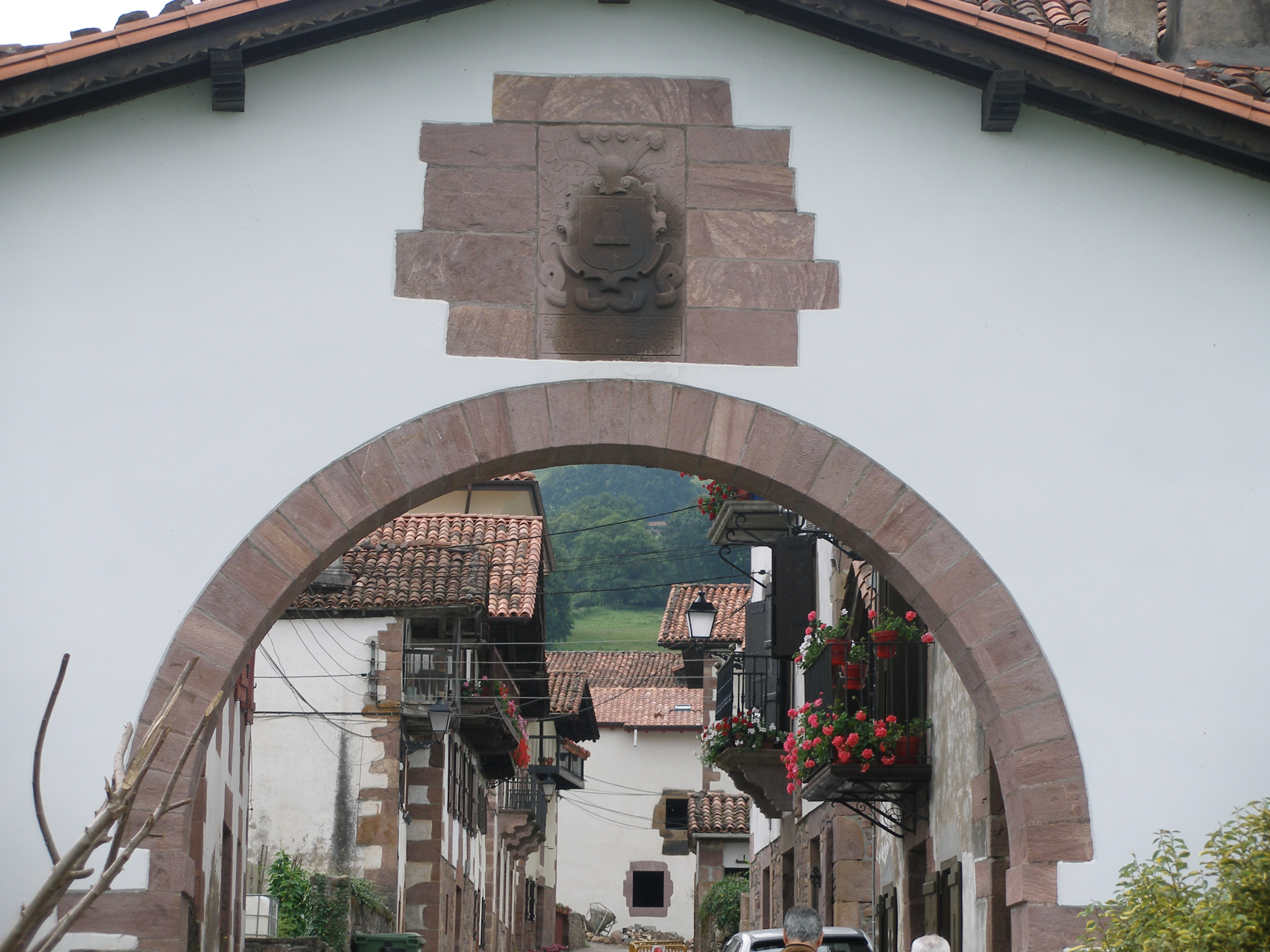
Vista parcial de la localidad Maya

### Prehistoria y Edad Antigua
El poblamiento del Baztán es muy antiguo. De época paleolítica son las cuevas de Alkurdi y Berroberría. También existen en el valle dólmenes como el de Oiza, o restos romanos como el puente de Ohárriz.

### Edad Media
En la Edad Media, permanece dentro del Reino de Pamplona, y el rey Sancho III el Mayor, lo instituye como Señorío. Según se cuenta, Sancho Abarca concedió al valle sus armas "un juego de ajedrez escaqueado de blanco y negro", por el valor demostrado por los baztaneses en guerra con el Reino de Francia.
El 22 de mayo de 1397, Carlos III de Navarra, declaró que los habitantes del valle "sean mantenidos en lur condiciones de fidalguía e infançonía". Por esta condición de hidalgos, todos los vecinos pueden usar el blasón mencionado.

### Edad Moderna
Del Valle de Baztán se fueron separando a lo largo del siglo XVII los lugares de Zugarramurdi, Urdax y Maya de Baztán, convertidos en villas. Maya de Baztán se reintegró al valle en 1969.
En el siglo XVIII, Juan de Goyeneche fundó un pequeño núcleo industrial cercano a Madrid con el nombre de Nuevo Baztán. Actualmente es un pueblo de más de 6000 habitantes.

### Edad Contemporánea
Baztán fue escenario de numerosas acciones bélicas durante la Guerra de la Convención, a fines del siglo XVIII, la Guerra de la Independencia y las Guerras Carlistas. La derrota del bando carlista en Peña Plata, tras la invasión del valle por las tropas del general Martínez Campos, fue el final de la última de ellas.

## Demografía
Baztán cuenta con una población de 7863 habitantes (INE 2024). 
| Gráfica de evolución demográfica de Baztán entre 1857 y 2021 |
| |
| Población de derecho según los censos de población del INE Población de hecho según los censos de población del INEEn 1969 crece el término del municipio porque incorpora a Maya del Baztán En 1857 crece el término del municipio porque incorpora a Elizondo. |

### Núcleos de población
El valle de Baztán está compuesto por 15 lugares (en la mayoría de lo casos en cada lugar, además de la población principal que recibe el nombre del lugar, hay varios barrios y caseríos dispersos que jurídicamente forman parte del lugar). Los lugares que integran el valle con sus correspondientes barrios entre paréntesis son: Almándoz, Ániz, Arizcun (Aincialde, Bozate, Ordoqui, Mendiola, Iraperri, Aritzakun, Pertalas), Arráyoz (Mardea), Azpilcueta (Apayoa, Arribiltoa, Urrasun y Zuaztoy), Berroeta, Ciga (Zigaurre), Elizondo (Anzamborda, Bearzun, Berro, Echaide), Elvetea (Bearzun), Errazu (Gorostapolo, Iñarbegi, Iñárbil), Garzáin (Ainzano, Aríztegui, Echerri), Irurita, Lecároz (Arozteguía, Huarte, Ohárriz), Maya y Oronoz (Mugaire y Zozaya)..
Hay que tener en cuenta que los lugares no tienen personalidad jurídica, aunque en cada uno hay un jurado y pueden celebrarse batzarres con las competencias que les otorgan las Ordenanzas del Baztan.
| localidad | Población 2024 | Coordenadas                               | Distancia | Mapa |
| --- | -------------- | ----------------------------------------- | --------- | --- |
| Almándoz | 198            | 43°5′27″N 1°36′20″O / 43.09083, -1.60556  | 15.5      | \| Almandoz Arizcun Aniz Arráyoz Azpilcueta Berroeta Ciga Elizondo Elvetea Errazu Garzáin Irurita Lecároz Maya de Baztán Oronoz- Mugaire \| |
| Ániz | 75             | 43°6′42″N 1°34′54″O / 43.11167, -1.58167  | 9.6       | \| Almandoz Arizcun Aniz Arráyoz Azpilcueta Berroeta Ciga Elizondo Elvetea Errazu Garzáin Irurita Lecároz Maya de Baztán Oronoz- Mugaire \| |
| Arizcun | 353            | 43°10′25″N 1°29′5″O / 43.17361, -1.48472  | 6.0       | \| Almandoz Arizcun Aniz Arráyoz Azpilcueta Berroeta Ciga Elizondo Elvetea Errazu Garzáin Irurita Lecároz Maya de Baztán Oronoz- Mugaire \| |
| Arráyoz | 242            | 43°8′24″N 1°33′51″O / 43.14000, -1.56417  | 4.5       | \| Almandoz Arizcun Aniz Arráyoz Azpilcueta Berroeta Ciga Elizondo Elvetea Errazu Garzáin Irurita Lecároz Maya de Baztán Oronoz- Mugaire \| |
| Azpilcueta | 186            | 43°11′5″N 1°30′24″O / 43.18472, -1.50667  | 6.8       | \| Almandoz Arizcun Aniz Arráyoz Azpilcueta Berroeta Ciga Elizondo Elvetea Errazu Garzáin Irurita Lecároz Maya de Baztán Oronoz- Mugaire \| |
| Berroeta | 132            | 43°6′14″N 1°35′22″O / 43.10389, -1.58944  | 13.8      | \| Almandoz Arizcun Aniz Arráyoz Azpilcueta Berroeta Ciga Elizondo Elvetea Errazu Garzáin Irurita Lecároz Maya de Baztán Oronoz- Mugaire \| |
| Ciga | 194            | 43°7′10″N 1°34′16″O / 43.11944, -1.57111  | 8.0       | \| Almandoz Arizcun Aniz Arráyoz Azpilcueta Berroeta Ciga Elizondo Elvetea Errazu Garzáin Irurita Lecároz Maya de Baztán Oronoz- Mugaire \| |
| Elizondo | 3413           | 43°8′48″N 1°31′2″O / 43.14667, -1.51722   | 0         | \| Almandoz Arizcun Aniz Arráyoz Azpilcueta Berroeta Ciga Elizondo Elvetea Errazu Garzáin Irurita Lecároz Maya de Baztán Oronoz- Mugaire \| |
| Elvetea | 284            | 43°8′58″N 1°30′46″O / 43.14944, -1.51278  | 1         | \| Almandoz Arizcun Aniz Arráyoz Azpilcueta Berroeta Ciga Elizondo Elvetea Errazu Garzáin Irurita Lecároz Maya de Baztán Oronoz- Mugaire \| |
| Errazu | 458            | 43°10′49″N 1°27′19″O / 43.18028, -1.45528 | 8.4       | \| Almandoz Arizcun Aniz Arráyoz Azpilcueta Berroeta Ciga Elizondo Elvetea Errazu Garzáin Irurita Lecároz Maya de Baztán Oronoz- Mugaire \| |
| Garzáin | 215            | 43°7′49″N 1°32′12″O / 43.13028, -1.53667  | 2.0       | \| Almandoz Arizcun Aniz Arráyoz Azpilcueta Berroeta Ciga Elizondo Elvetea Errazu Garzáin Irurita Lecároz Maya de Baztán Oronoz- Mugaire \| |
| Irurita | 829            | 43°7′48″N 1°32′48″O / 43.13000, -1.54667  | 2.5       | \| Almandoz Arizcun Aniz Arráyoz Azpilcueta Berroeta Ciga Elizondo Elvetea Errazu Garzáin Irurita Lecároz Maya de Baztán Oronoz- Mugaire \| |
| Lecároz | 198            | 43°8′45″N 1°32′23″O / 43.14583, -1.53972  | 2.7       | \| Almandoz Arizcun Aniz Arráyoz Azpilcueta Berroeta Ciga Elizondo Elvetea Errazu Garzáin Irurita Lecároz Maya de Baztán Oronoz- Mugaire \| |
| Maya de Baztán | 284            | 43°11′59″N 1°28′49″O / 43.19972, -1.48028 | 8.4       | \| Almandoz Arizcun Aniz Arráyoz Azpilcueta Berroeta Ciga Elizondo Elvetea Errazu Garzáin Irurita Lecároz Maya de Baztán Oronoz- Mugaire \| |
| Oronoz-Mugaire | 428            | 43°8′16″N 1°36′34″O / 43.13778, -1.60944  | 9.2       | \| Almandoz Arizcun Aniz Arráyoz Azpilcueta Berroeta Ciga Elizondo Elvetea Errazu Garzáin Irurita Lecároz Maya de Baztán Oronoz- Mugaire \| |
| Almandoz Arizcun Aniz Arráyoz Azpilcueta Berroeta Ciga Elizondo Elvetea Errazu Garzáin Irurita Lecároz Maya de Baztán Oronoz- Mugaire |                |                                           |           | |

## Administración y política

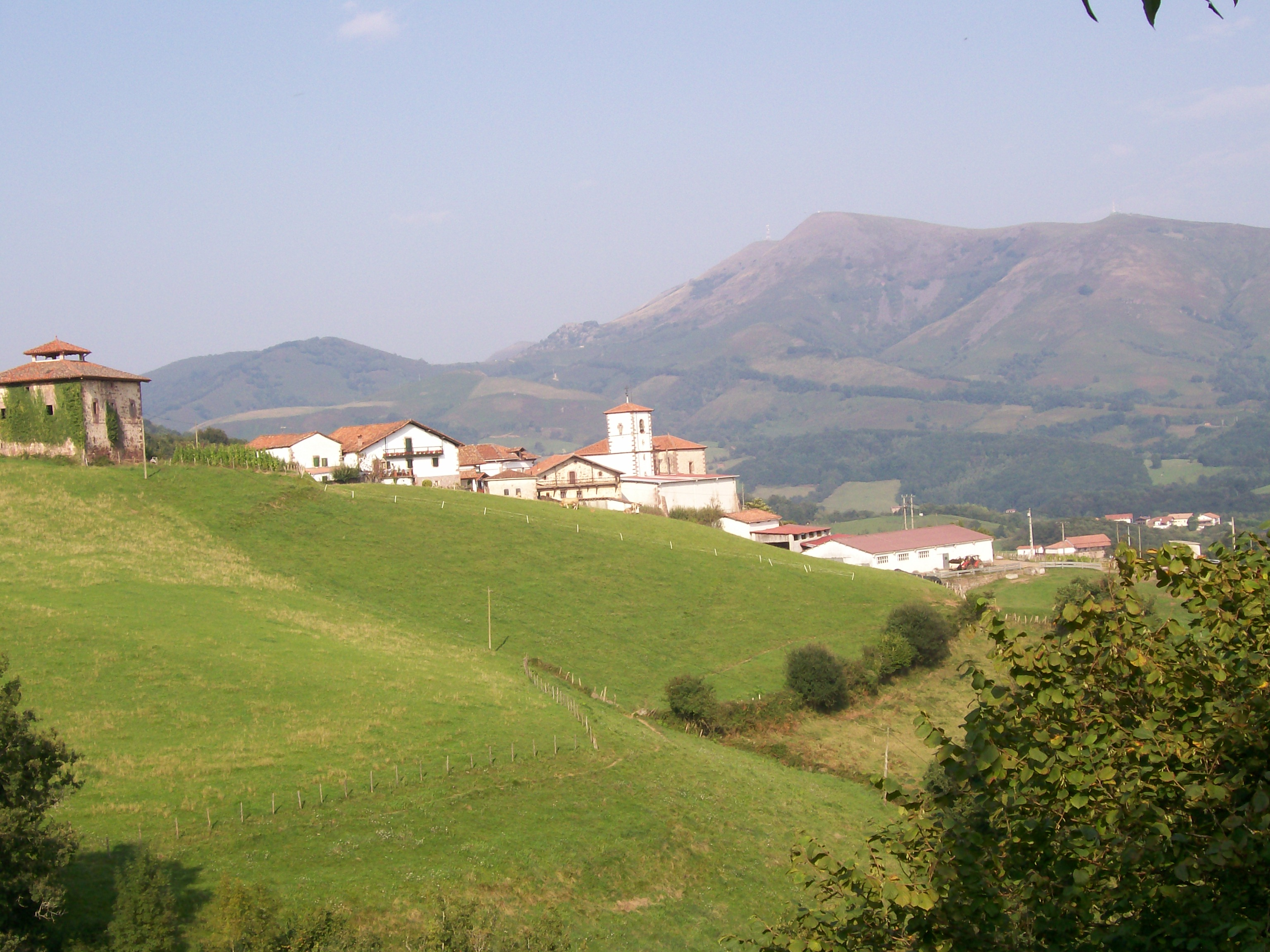
Vista general de Azpilcueta

### Junta General del Valle
Aunque oficialmente la gestión del municipio recae sobre el ayuntamiento, la Junta General del Valle sigue siendo un órgano importante en la gestión de los recursos del valle. Esta junta es una institución singular del Valle de Baztán que gestiona los terrenos comunales del valle, que en 2006 eran aproximadamente el 80 % de la superficie del municipio. No tiene competencias oficiales.
La Junta General de Valle se reúne cuatro veces al año en batzarre ordinario y está constituida por el alcalde, los concejales, los junteros y los alcaldes-jurados.
Los junteros son cuatro y representan a cada unos de los cuarteles:
- Baztangoiza: Arizcun, Azpilicueta, Errazu y Maya
- Elizondo: Elvetea, Elizondo y Lecároz
- Erberea: Arráyoz, Garzáin, Irurita y Oronoz
- Basaburua: Almándoz, Ániz, Berroeta y Ciga

Los alcaldes-jurados son 15, un representante por cada pueblo. Es un cargo electo.
El Valle se rige principalmente por las Nuevas Ordenanzas, Cotos y Paramentos del Noble Valle y Universidad del Baztan, cuya revisión vigente aprobada por la Junta General de Valle el 3 de enero de 2011, con algunas modificaciones poseriores.

### Gobierno municipal
La administración política se realiza a través de un ayuntamiento de gestión democrática cuyos componentes se eligen cada cuatro años por sufragio universal desde las primeras elecciones municipales tras la reinstauración de la democracia en España, en 1979. El censo electoral está compuesto por los residentes mayores de 18 años empadronados en el municipio, ya sean de nacionalidad española o de cualquier país miembro de la Unión Europea. Según lo dispuesto en la Ley Orgánica del Régimen Electoral General, que establece el número de concejales elegibles en función de la población del municipio, la corporación municipal está formada por 13 concejales. La sede del Ayuntamiento de Baztán está situada en la Plaza de los Fueros s/n de la localidad de Elizondo.
Elecciones municipales de 2011
En las elecciones municipales de 2011, Unión del Pueblo Navarro (UPN) fue la lista más votada consiguiendo el 33,92 % de los votos válidos y 5 concejales, seguida de Bildu que logra los mismos concejales con el 33,10 % (37 votos menos que UPN). También consiguen representación en el consistorio Izquierda-Ezkerra (coalición integrada por Izquierda Unida de Navarra y Batzarre) que se presentó como Baztango Ezkerra con el 18,18 % y 2 concejales y Nafarroa Bai (NaBai) con el 8,64 % y un concejal. Finalmente la alcaldía recayó en Garbiñe Elizegi Narbarte, de Bildu, con el apoyo de Izquierda-Ezkerra (I-E).
| Periodo   | Nombre                        | Partido | Partido                        |
| --------- | ----------------------------- | ------- | ------------------------------ |
| 1979-1983 | Timoteo Plaza Mendiburu       |         | Independiente                  |
| 1983-1991 | Julio Iturralde               |         | Unión Baztanesa (UB)           |
| 1991-2003 | Patxi Oyarzabal Irigoyen      |         | Eusko Alkartasuna (EA)         |
| 2003-2007 | Virginia Alemán Arraztio      |         | Eusko Alkartasuna (EA)         |
| 2007-2011 | Virginia Alemán Arraztio      |         | Nafarroa Bai (NaBai)           |
| 2011-2015 | Garbiñe Elizegi Narbarte      |         | Bildu                          |
| 2015-2023 | Joseba Xabier Otondo Bikondoa |         | Euskal Herria Bildu (EH Bildu) |
| 2023-act. | Fernando Anbustegi Goñi       |         | Euskal Herria Bildu (EH Bildu) |

| Partido político | Partido político                      | 2019               | 2019               | 2015  | 2015       | 2011  | 2011       |
| Partido político | Partido político                      | %                  | Concejales         | %     | Concejales | %     | Concejales |
|                  | Euskal Herria Bildu (EH Bildu)-Bildu  | 47,60              | 6                  | 33,28 | 4          | 33,10 | 5          |
|                  | Navarra Suma (NA+)                    | 20,50              | 3                  | —     | —          | —     | —          |
|                  | Izquierda-Ezkerra (I-E)               | 16,46              | 2                  | —     | —          | —     | —          |
|                  | Geroa Bai (GBai)-Nafarroa Bai (NaBai) | 13,62              | 2                  | 14,19 | 2          | 8,64  | 1          |
|                  | Unión del Pueblo Navarro (UPN)        | Navarra Suma (NA+) | Navarra Suma (NA+) | 27,93 | 4          | 33,92 | 5          |
|                  | Baztango Ezkerra (BE)                 | —                  | —                  | 13,67 | 2          | 18,18 | 2          |
|                  | Baztango Auzolanean (BA)              | —                  | —                  | 8,77  | 1          | —     | —          |

## Economía

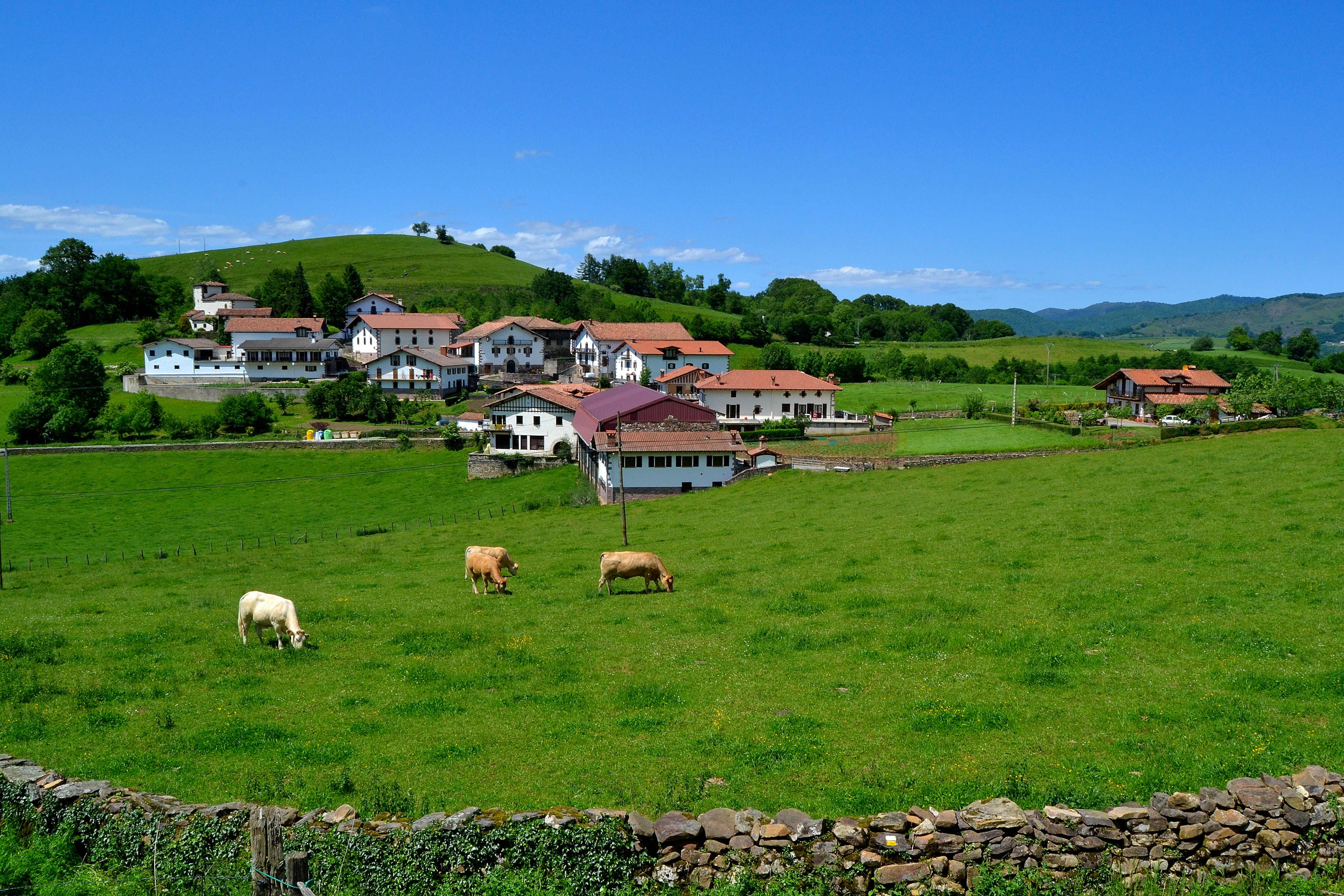
Vista parcial de la localidad de Ániz, donde se aprecia la actividad ganadera

La economía del Valle de Baztán ha estado basada tradicionalmente en la agricultura y ganadería. Por su tradición vasco-navarra, la economía rural estaba centrada en el caserío, por lo que la mayoría de las explotaciones eran de carácter familiar.
A lo largo del siglo XX el sector agrícola ha ido perdiendo peso y como muestran los datos del Instituto de Estadística de Navarra (1999) sigue en retroceso; aunque aún supone una parte importante de la actividad del valle. Principalmente la ganadería bovina y ovina, ya que la geografía y suelo del Baztán no favorecen la agricultura.
La actividad industrial está constituida por pequeñas y medianas empresas dedicadas a la extracción de piedra, alimentación, metal y construcción.
Desde el año 2000 aproximadamente, el turismo se ha convertido en una gran fuente de ingresos debido al auge del turismo rural, ya que el valle cuenta con amplios espacios naturales, unido a que muchos de los caseríos que habían cesado sus actividades agrícolas y ganaderas han sido reconvertidos en casas rurales.

## Patrimonio

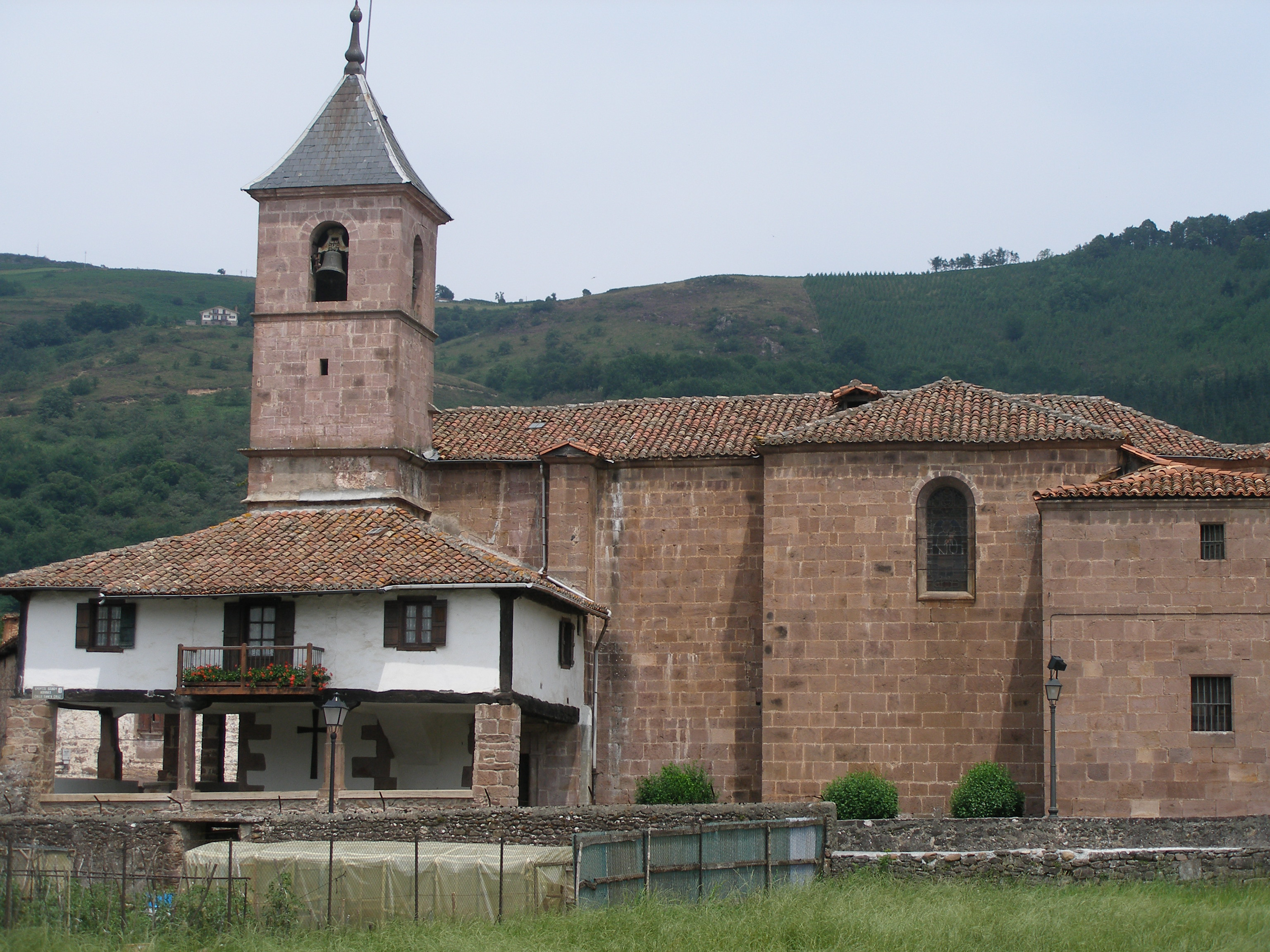
Iglesia de Santa Cruz de Elvetea

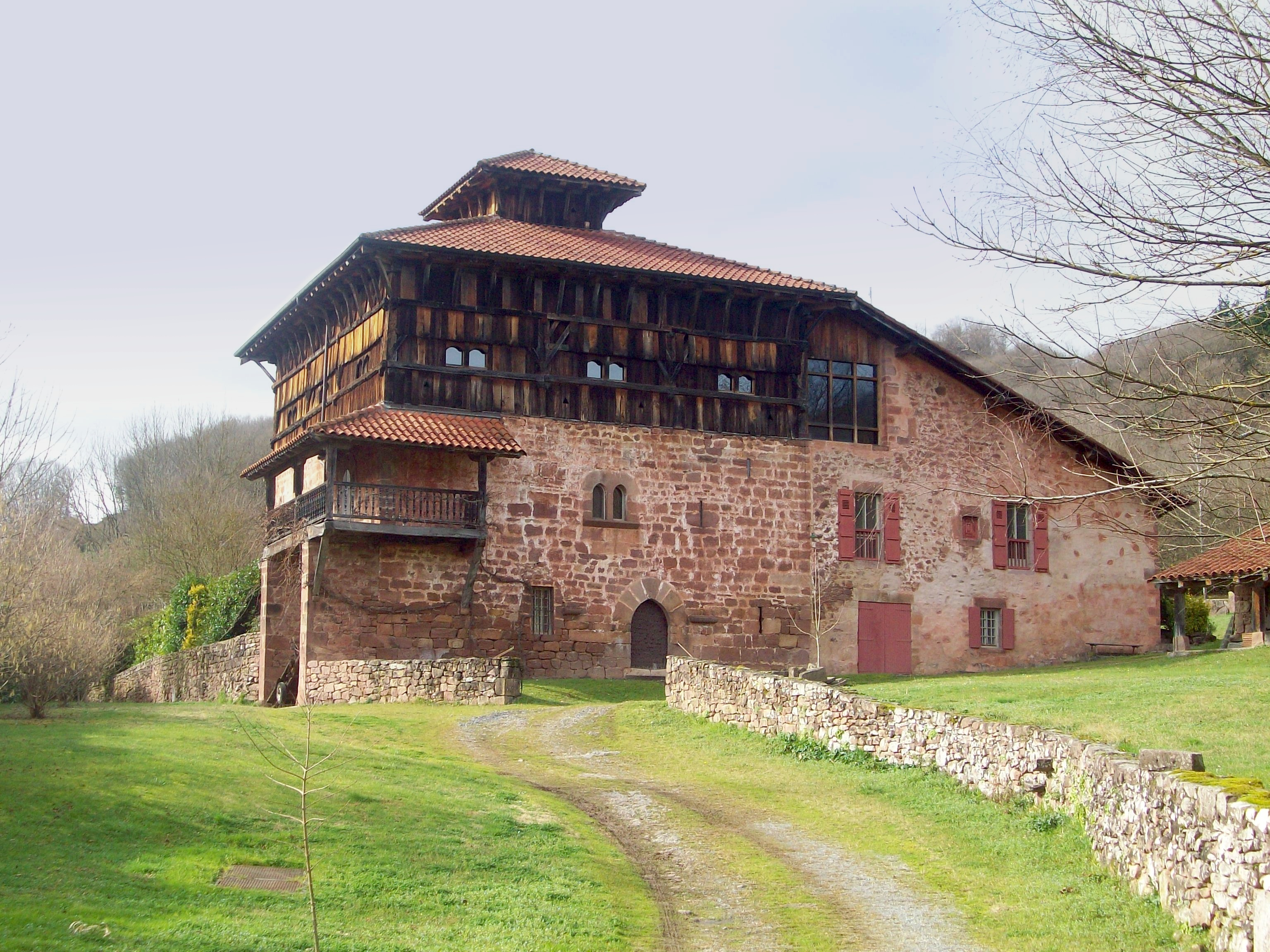
Casa-torre de Arráyoz

### Religioso
Casi todos los pueblos o barrios cuentan con una iglesia o ermita, si bien son destacables la iglesia de Elizondo y el convento de las monjas de clausura clarisas de Arizkun, que posee además un órgano conocido como flauta basca único en Navarra.
Destaca también el Colegio de Lekaroz, fundado en 1888 como seminario seráfico de ultramar, y muy conocido desde principios del siglo XX por la calidad de su enseñanza, ya que tras los estudios seminaristas de sus inicios se impartieron estudios no religiosos.
Hacia principios de siglo, pasó a ser únicamente colegio internado, hasta que en la década de 1960 se trasladó la docencia al nuevo colegio. En 1990 se dejaron de utilizar los edificios nuevos, que finalmente fueron comprados por el Gobierno de Navarra y reconvertidos en el actual instituto de Lekaroz. Por lo que supone este emblemático centro para el valle, la decisión del Gobierno de Navarra de derruir el colegio antiguo a excepción de la Iglesia ha causado una enorme controversia.

### Civil
Destaca sobre todo la abundancia de monumentos megalíticos de la era neolítica y que se suelen encontrar en las cumbres de los montes.
Se puede encontrar también una escultura de Oteiza titulada Maternidad colocada en frente del Museo Etnológico de Baztán en Elizondo y otra del mismo autor titulada Oración a Santiago, en el jardín de la iglesia parroquial de esta misma localidad.
Son abundantes las casas torres medievales, los palacios barrocos, las casas de los indianos y palacetes de finales del XIX y principios del XX.

## Cultura

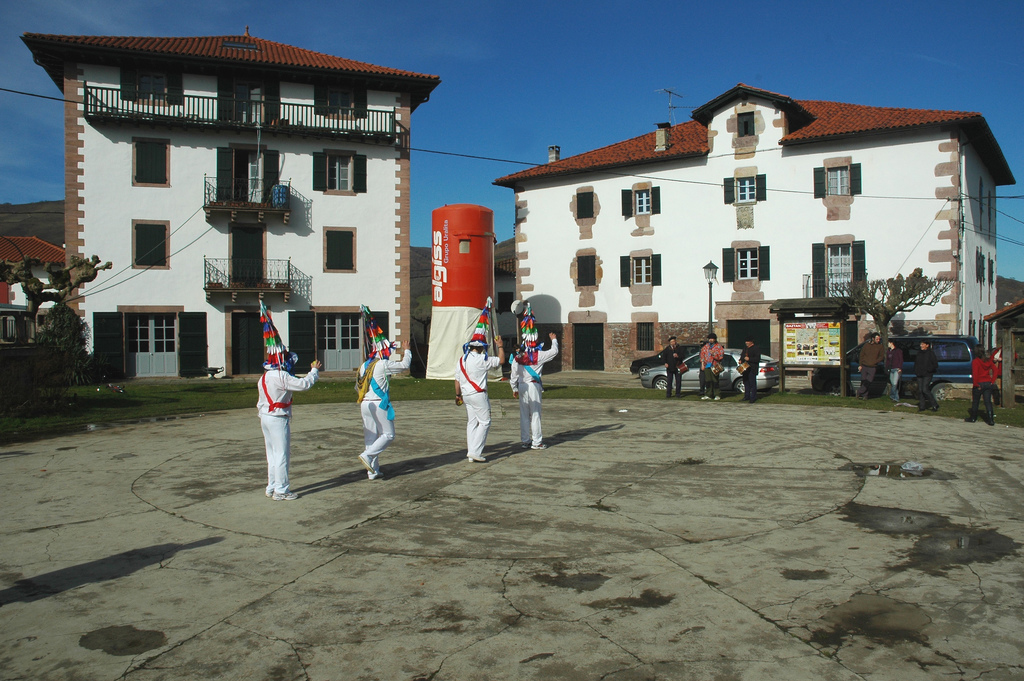
Sagar-Danza en Arizcun

Es una de las zonas bilingües de Navarra, donde el euskera es hablado por más del 80 % de la población[cita requerida]. Al ser un municipio fronterizo con Francia, el francés también es conocido en las localidades limítrofes.

### Gastronomía
Baztan zopak, busti, txuri ta beltx, cordero en chilindrón, piper opilek, talo, cuajada (hervida con piedra caliente).

### Deporte

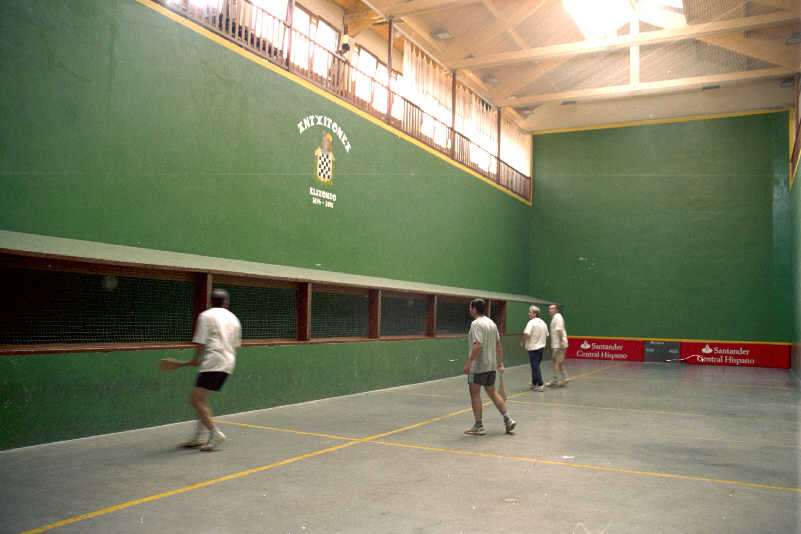
Trinquete de Elizondo

Además del fútbol, representado por el club local C.D. Baztan, también son muy practicados los deportes de pelota vasca, ya sea a mano o pala. Existen frontones en casi todos los pueblos y barrios y un trinquete en Elizondo e Irurita.
El Deporte rural vasco (Herri kirol) también goza de popularidad. Por lo general las competiciones y exhibiciones coinciden con las fiestas locales, pero son también habituales las exhibiciones hechas por escolares, ya que algunas modalidades de esta modalidad deportiva se fomentan en las escuelas.
Desde 2001, año en el que se volvió a crear el Baztan Rugby Taldea, el rugby ha tenido un gran auge en el valle. En gran parte debido a los buenos resultados obtenidos durante las siguientes temporadas que lo llevaron al ascenso en la temporada 2003/04 a la categoría nacional.
Debido a su configuración montañosa y abundantes zonas naturales son habituales las rutas para la práctica de senderismo y bicicleta. Además cuenta con una ruta jacobea que atraviesa el valle.

### Fiestas
- Baztandarren Biltzarra.

### Ferias, jornadas y concursos
- Las Jornadas gastronómicas de la caza en Baztán-Bidasoa, en donde se engloba al Concurso de las Jornadas Gastronómicas de Caza.[17]
- La Feria de Primavera de Elizondo.[18]
- La Feria de Otoño de Elizondo.[19]
- El Concurso-Subasta Nacional de Ganado Selecto de Vacuno Pirenaico, que incluye a las Jornadas Gastronómicas de la Pirenaica en donde se celebra a su vez el Concurso de pinchos, bustis y caldos de ternera.[20][21][22][23][24][25]

### Leyendas y tradiciones
Una de las tradiciones más conocidas en el valle era la de llevar una docena de huevos a las monjas clarisas del convento de Arizkun para que rezasen por el buen tiempo. Aunque prácticamente desaparecida, aún muchas parejas de novios continúan haciéndolo para asegurarse buen tiempo el día de su boda.
Pero, sin duda, la historia más conocida es la de los agotes. El núcleo agote más conocido es Bozate.